# NGC 6547
NGC 6547 ist eine 13,5 mag helle linsenförmige Galaxie vom Hubble-Typ S0/a im Sternbild Herkules am Nordsternhimmel. Sie ist schätzungsweise 128 Millionen Lichtjahre von der Milchstraße entfernt und hat einen Durchmesser von etwa 45.000 Lichtjahren.
Im selben Himmelsareal befindet sich u. a. der Doppelstern IC 1273.
Das Objekt wurde am 7. August 1864 von Albert Marth entdeckt.